# Чепурненко, Евгений Константинович
Евге́ний Константи́нович Чепурне́нко (укр. Євгеній Костянтинович Чепурненко; род. 6 сентября 1989, Бердянск, Запорожская область) — украинский футболист, полузащитник клуба «Диназ».

## Карьера
Воспитанник бердянской ДЮСШ и академии киевского «Динамо».
С лета 2006 года по лето 2011 года, играл попеременно в клубах «Княжа» и «Львов». Вторую половину 2011 года провёл в «Севастополе».
С 2012 года — в черниговской «Десне», за исключением чемпионского 2014/15 сезона в клубе «Александрия». 18 января 2018 года стал игроком харьковского «Гелиоса».
Затем выступал как в иностранных клубах, так и в украинских, а именно: «Днепр» (Могилёв, Белоруссия), «Агробизнес», «Шевардени-1906» (Тбилиси, Грузия) и «Диназ». 19 февраля 2021 футболист вернулся в черниговскую «Десну».
Летом 2021 года снова стал игроком ФК «Диназ», а следующий год уже начал в казахстанской команде «Жетысу».
3 ноября 2022 года подписал контракт с футбольным клубом «Буковина», с которым уже в конце года прекратил сотрудничество.

## Достижения
- Победитель Первой лиги Украины: 2014/15
- Серебряный призёр Первой лиги Украины (2): 2007/08, 2016/17
- Бронзовый призёр Первой лиги Украины: 2011/12 (1-я ч. с.)
- Победитель Второй лиги Украины: 2012/13
- Бронзовый призёр Первой лиги Казахстана: 2022 (1-я ч. с.)

## Статистика
| Украина                | Матчи | Количество забитых мячей |
| ---------------------- | ----- | ------------------------ |
| Премьер-лига           | 8     | 1                        |
| Кубок                  | 26    | 5                        |
| Первая лига            | 258   | 52                       |
| Вторая лига            | 110   | 40                       |
| Премьер-лига (U-21)    | 13    | 1                        |
| Всего                  | 415   | 99                       |
| Зарубежье              | Матчи | Количество забитых мячей |
| Высшая лига Белоруссии | 6     | 0                        |
| Первая лига Казахстана | 10    | 6                        |
| Кубок Казахстана       | 2     | 0                        |
| Первая лига Грузии     | 18    | 4                        |
| Третья лига Польши     | 6     | 1                        |
| Всего                  | 42    | 11                       |
| Всего за карьеру       | 457   | 110                      |